# ブルマジーニョ尾鉱ダム決壊事故
ブルマジーニョ尾鉱ダム決壊事故 (葡: Rompimento de barragem em Brumadinho) は、2019年1月25日にブラジルのミナスジェライス州ブルマジーニョで鉄鉱石の尾鉱を蓄えていたダムが決壊した事故である。このダムは資源大手のヴァーレが所有していたが、同社のダムは2015年にも同様の事故 (ベント・ロドリゲス尾鉱ダム決壊事故) を起こしている。第一ダム (Barragem I) から流出した泥流が下流の街を覆い、死者259人、行方不明者11人の惨事となった。

## 背景

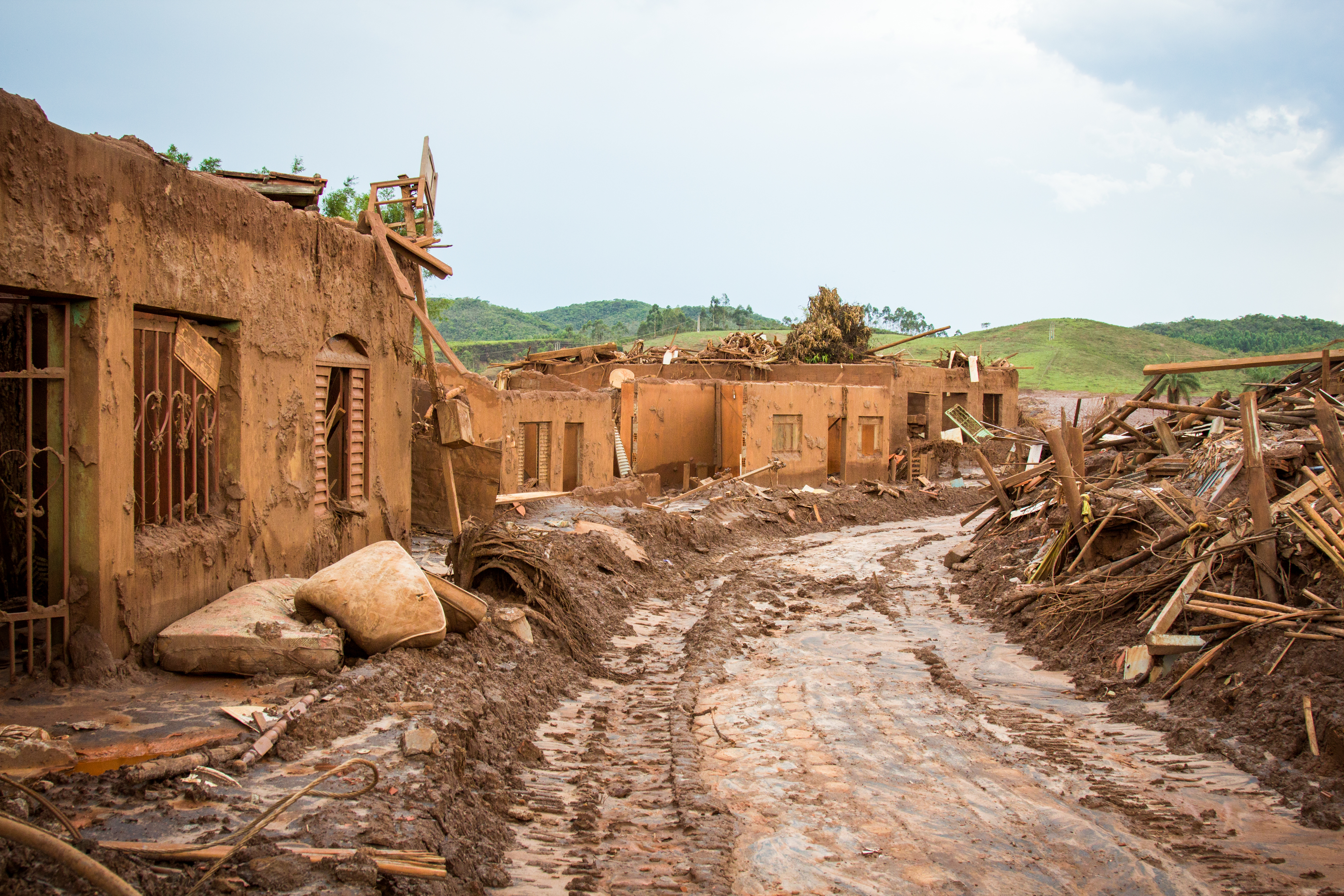
2015年に同様の事故で被災した直後のベント・ロドリゲス村

2015年11月にマリアナで死者19人を出しベント・ロドリゲス村を壊滅させたベント・ロドリゲス尾鉱ダム決壊事故が発生した当時、ミナスジェライス州の鉱山管轄当局は続く2年のうちに職員の4割が退職予定であるという危機的状況であった。ブルマジーニョの決壊事故は、ベント・ロドリゲス尾鉱ダム決壊事故から3年2か月後に発生した。
専門家によればブラジルでは規制構造の不備や責任逃れを助長する規制の不整合が顕著であり、実際にベント・ロドリゲス事故から3年のうちに、原因企業は7億8500万レアルの罰金のうちわずか3.4%しか支払っていない。
ベント・ロドリゲス尾鉱ダム決壊事故はブラジル史上最悪の環境災害とされ、捜査が継続中であるが、この事故はそれを上回る規模の大災害となった。

## 崩壊

崩壊前後のブルマジーニョ周辺の衛星画像

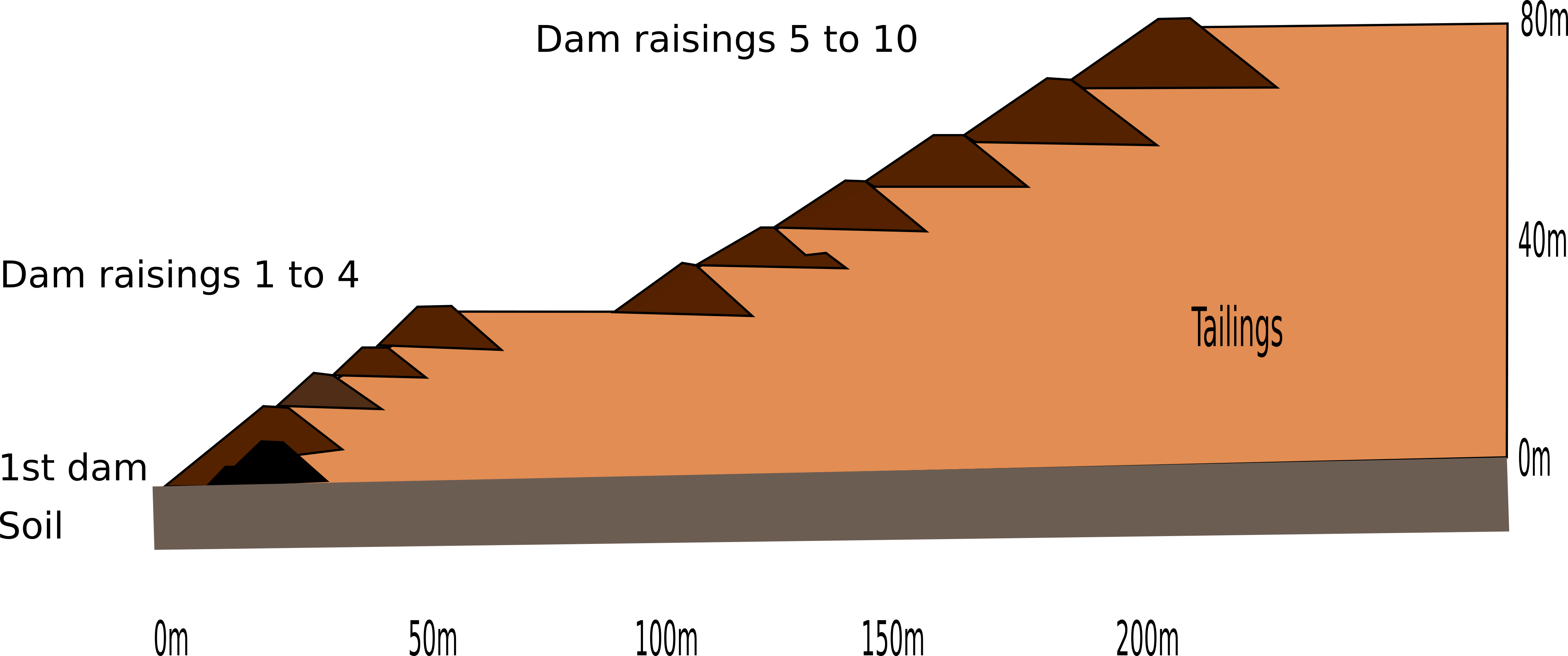
ダムの断面図。何度も堤体の建て増しが行われているが、尾鉱の上に乗っているだけで支持層まで基礎杭が打たれているわけではない。

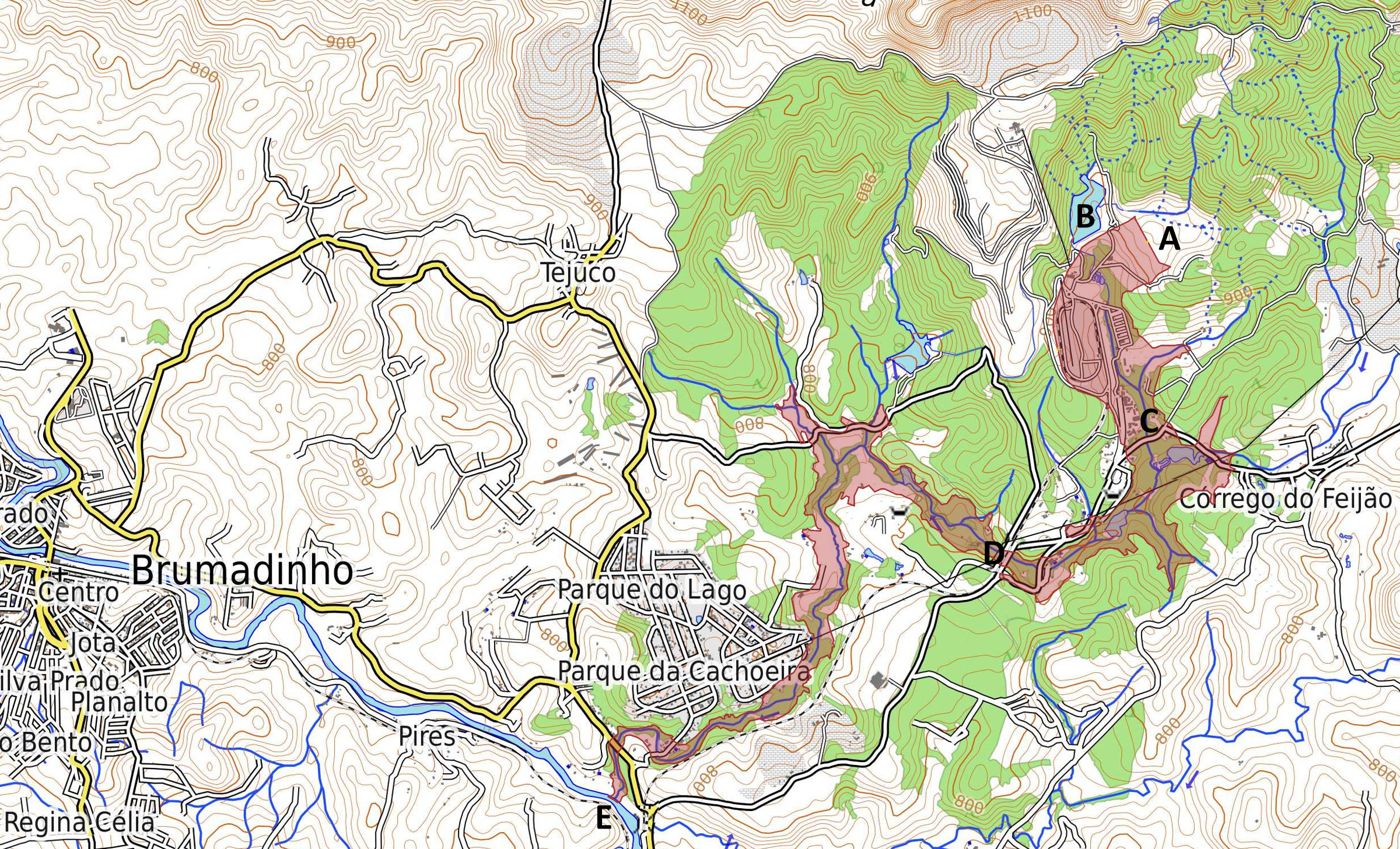
崩壊による泥流の流出経路

ダムは2019年1月25日の正午過ぎに決壊し、泥流がちょうど数百人の鉱山労働者が昼食を摂っていた鉱山の管理区域と、鉱山から約1キロメートル離れた小さな集落ヴィラ・フェルテコに襲い掛かった。午後3時50分には泥流がサン・フランシスコ川の支流でベロオリゾンテ都市圏の1/3の水源となっているパラオペバ川に流れ込んだ。
国家鉱山局の登録情報によると、2001年にヴァーレに買収されたフェルテコ・ミネラシアンが1976年に築造したコヘーゴ・ド・フェイジョンダムは、低リスクながら潜在的に損傷の危険があるとみなされていた。州環境・持続可能開発部はダムの築造は正式な認可を受けていたと声明を出した。ヴァーレは2018年12月にダムからの廃棄物 約1,170万立方メートルを再利用し、ダムの使用を停止する許可を取得していた。ダムは2014年から尾鉱の受け入れをしておらず、ヴァーレによれば隔週で実地検査を行っていたという。
ブルマジーニョで世界最大の野外博物館を運営しているイニョチン (Inhotim) は念のため避難した。

### 二次崩壊の懸念
1月27日午前5時30分ごろ、降雨により水位が上昇したためヴァーレが所有する近隣の別のダム (第6ダム) が決壊する恐れがあるという警報が出た。このためブルマジーニョの中心部を含む複数の地区の住民 約24,000人が避難し、救助活動も一時中断された。

## 影響

### 経済損失

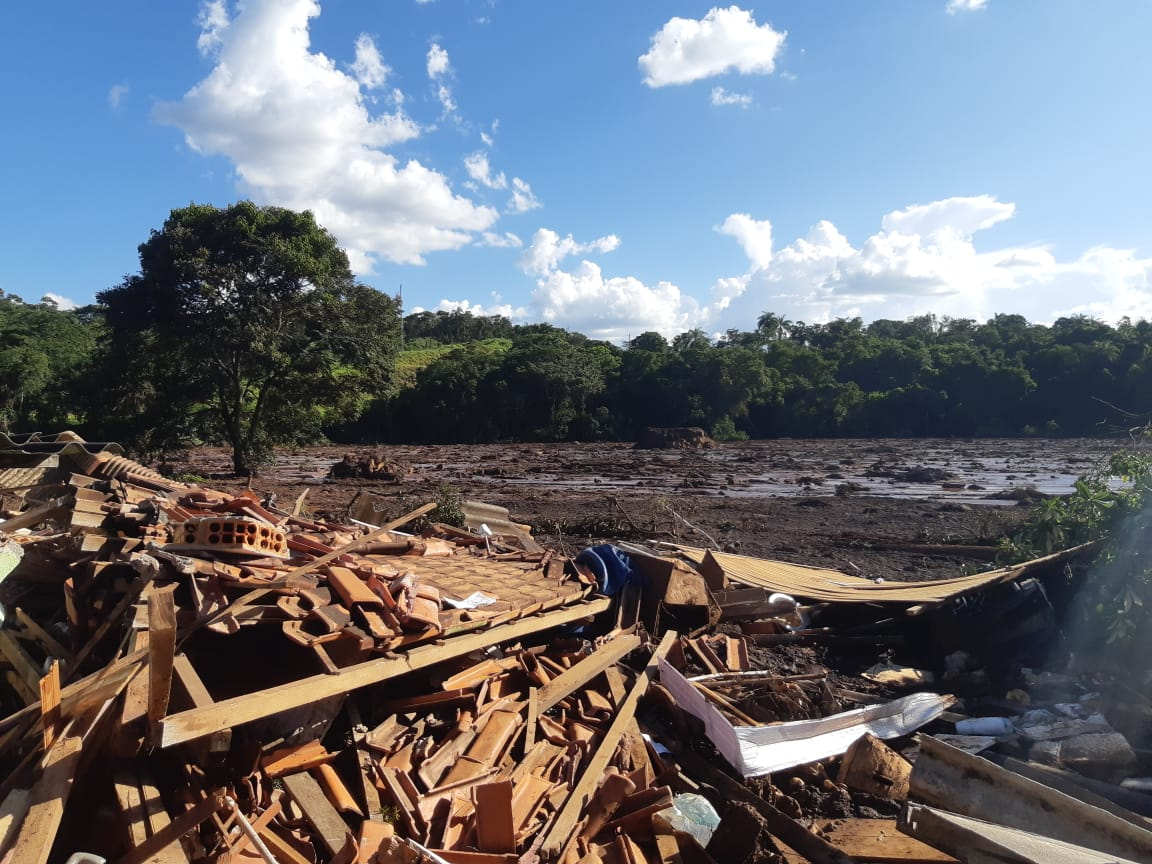
破壊の爪痕

この事故により、ヴァーレの時価総額は710億レアル（約2兆円）以上下落した。これは一日の損失額としては過去最高だった2017年のペトロブラスの470億レアルを上回る、ブラジル史上最高額である。
ヴァーレ株の1月28日の終値は24.52%下落し、フィッチ・レーティングスはヴァーレの信用格付を BBB+ から BBB- に引き下げ、今後についても「レーティング・ウォッチ・ネガティブ」（格下げ方向で見直す）とした他、S&Pも格下げ方向で見直すと発表し、HSBCなどの投資銀行もヴァーレへの投資判断を「バイ」から「ホールド」に変更した。
また、ヴァーレは1月28日に配当支払いを停止すると発表した。
ブルマジーニョ周辺では、多くの農地が壊滅または何らかの被害を受けた。また、牛や家禽も被害を受けたため畜産業にも影響が出ている。地元の市場にも被害が出ており、商店やオフィスには数日に渡って休業するところも出ている。

### 被災者
2020年1月までに259人の死亡が確認され、11人が行方不明になっている。ヴァーレ会長のファビオ・シュアルツマンは記者会見で被害者の大半が同社の従業員で、コヘーゴ・ド・フェイジョン鉱区の鉱山鉄道では機関車3両と貨車132両が土砂に埋まり、4人が行方不明となっている。また、鉄道橋2本と線路100メートルが泥流に流されて破壊されたと述べた。

### 環境
ダムの崩壊により、1200万立方メートルの尾鉱が流出した。専門家は尾鉱に含まれる金属は河床の土砂に取り込まれ、周辺地域の生態系全体に影響を与えることになると指摘している。また、環境活動家は尾鉱はミナスジェライス州の他4州を流れ、2つの水力発電所を擁するサン・フランシスコ川に達する恐れがあるとしている。ブラジル国家水資源局は、尾鉱はサン・フランシスコ川を300キロメートルに渡って汚染しうるとした。ヴァーレのファビオ・シュアルツマン会長は、ダムは2015年以降は使用しておらず、尾鉱も大きく動いていないとし、「今回の例では、マリアナのときよりも環境リスクはかなり低いと考えている」と述べた。

### 捜査
1月29日には、ブラジル検察当局がヴァーレの社員ら5人を文書偽造、環境犯罪、殺人容疑で逮捕した。逮捕されたのは鉱山幹部の他、鉱山の安全性検査を担当した認証機関テュフズードのエンジニアで、現地メディアによるとヴァーレはダム築造にあたりコスト削減のため安全性を軽視した工法を採用し、テュフズードのエンジニアは十分な安全性が担保されていないダムを安全であると虚偽の証言をした疑いが持たれている。
さらに、ヴァーレは2018年10月3日付の社内報告書で、このダムの危険度は同社安全基準の2倍のリスクがあると認定していたと報じられた。これは、同社の「昨年実施した外部監査で安全性が宣言され、決壊の数週間前まで構造的に安定していた」という説明とは食い違っており、今後の捜査にも影響するとみられる。
2020年1月21日、ミナスジェライス州検察がヴァーレのファビオ・シュヴァルツマン前CEOら16人を殺人罪で起訴した。うち5人はダムの安全性検査を担当したテュフズード社員である。
また、2021年1月にはブラジルの原告団がドイツ国内でテュフズードを相手取って民事訴訟を提起している。

### 処分
事故の翌日にはブラジル環境・再生可能天然資源院がヴァーレに対し2億5千万レアルの罰金を科すと発表した。
また、ブラジル司法当局は30億米ドルに上るヴァーレの資産を凍結し、それでも不足する場合は不動産や車両も差し押さえると声明した。
ヴァーレが保有する最大の鉄鉱山、ブルクツ鉱山には裁判所から操業停止命令が出されたほか、それに付随するラランジェライス鉱山ダムやジャンガーダ鉱山はミナスジェライス州当局から操業許可取消処分を受けた。
2021年2月には、州政府がヴァーレとの間でこの事故によって生じたすべての環境破壊の回復と遺族に対する補償として7億ドルを支払うことで合意に達した。

### 各国の反応
ブラジル大統領ジャイール・ボルソナーロは救助の支援のため閣僚3名を現地に派遣した。ミナスジェライス州知事ロムー・ゼマは数十人の消防士を含む救助隊をブルマジーニョに展開すると発表した。
イスラエルは1月27日に民間専門家と海軍ダイバーからなる150人の捜索救助隊を派遣し、翌日には現地入りした。
イスラエル首相ベンヤミン・ネタニヤフは、130人の専門家をブルマジーニョに送り、ブラジルの救助隊による生存者捜索の支援にあたらせた。1月27日にはトルコ外務省およびロシア大統領ウラジーミル・プーチンから哀悼の意が寄せられた。
国連環境計画の支援を受けた GRID-Arendal が尾鉱貯蔵施設およびそれに関連する情報の世界的データベースを公開している。これを利用すると、尾鉱ダムの場所や所有企業、ダム形式や高さ、容量、リスクなどの開示情報を調査することができる。

## 賠償
2021年2月4日、ヴァーレはダム決壊事故をめぐり、70億ドルの損害賠償の支払いで合意したと明らかにするとともに、ブルマジーニョ周辺の環境修復を目的としたプロジェクトに資金援助する意向を示した。一方、被害者らは損害賠償額が低すぎるとして、州都ベロオリゾンテの裁判所前で抗議デモを行った。